# Theodor Herzog
Theodor Carl (Karl) Julius Herzog (7 de juliol de 1880, Friburg de Brisgòvia - 6 de maig de 1961, Jena) va ser un briòleg i fitogeògraf alemany.
Va estudiar ciències a Friburg i Zúric, obtenint el seu doctorat el 1903 a la Universitat de Múnic com a estudiant del botànic Ludwig Radlkofer (1829-1927). Més tard va obtenir la seva habilitació a l'Eidgenössische Technische Hochschule de Zuric sota el patrocini de Carl Joseph Schröter (1855-1939).
Entre 1904 i 1912 participà en diverses excursions botàniques; recorrent Sardenya (1904 i 1906), Ceilan (1905 i 1908) i Bolívia (1907–08 i 1910–12). El 1920 esdevingué professor associat de botànica a la Universitat de Múnic, i més tard va succeir a Wilhelm Detmer (1850-1930) a la Universitat de Jena (1925), on romangué fins al 1948
Esdevingué una de les principals autoritats en molses, i també s'ocupà de la sistemàtica i la fitogeografia de les plantes amb flors. A mesura que avançava la seva carrera es centrà cada cop més en la classificació de les hepàtiques, en particular la família Lejeuneaceae.
Els epítets específics herzogiana i herzogii duen el seu nom. Dos exemples són Frullania herzogiana i Luteolejeunea herzogii.
També s'han designat amb el seu cognom diversos tàxons en el seu honor: Herzogiella Broth. (1925), que és un gènere de molses de la família Hypnaceae. Després Herzogianthaceae, que és una família d'hepàtiques que pertanyen a l'ordre Ptilidiales, aquesta família consta d'un sol gènere: Herzogianthus RMSchust. (1960). Més tard es van publicar Herzogiaria (1981), i Herzogobryum (1963), que són tots dos gèneres d'hepàtiques.

## Obres principals
- Vom Urwald zu den Gletschern der Kordillere, 1913 – De les selves a les glaceres de la Serralada .
- Die Pflanzenwelt der bolivischen Anden und ihres östlichen Vorlandes, 1923 – Vegetació dels Andes bolivians i els seus contraforts orientals.
- Anatomie der Lebermosse, 1925 – Anatomia de les hepàtiques.
- Bergfahrten in Südamerika, 1925 – Ascensió de muntanya a Amèrica del Sud.
- Geographie der moose, 1926 – Geografia de les molses.[8]